# Hohenstein, Hessen
Hohenstein är en Gemeinde i Rheingau-Taunus-Kreis i det tyska förbundslandet Hessen. Hohenstein, som för första gången nämns i ett dokument från år 1184, har cirka 6 000 invånare.